# Fouad Mebazaa
Fouad Mebazaa (tiếng Ả Rập: فؤاد المبزع, đã Latinh hoá: Fuʾād el-Mbazaʿ; 15 tháng 6 năm 1933 – 23 tháng 4 năm 2025) là một chính khách Tunisia. Ông đã trở thành tổng thống tạm quyền Tunisia từ ngày 15 tháng 1 năm 2011, sau khi Tổng thống Zine El Abidine Ben Ali rời khỏi Tunisia sau nhiều cuộc biểu tình toàn quốc vào tháng 1 năm 2011. Ông đã hoạt động ở Neo Destour trước khi Tunisia độc lập, và đã giữ chức Bộ trưởng Thanh niên và Thể thao, Bộ trưởng Y tế công cộng và Bộ trưởng Văn hóa và Thông tin, và đã là Chủ tịch Quốc hội Tunisia từ năm 1997.
Ông học luật và kinh tế ở Paris.